# Кухарово
Кухарово (пол. Kucharowo) — село в Польщі, у гміні Борне-Суліново Щецинецького повіту Західнопоморського воєводства.
Населення — 56 осіб (2011).

## Демографія
Демографічна структура станом на 31 березня 2011 року:
|          | Загалом | Допрацездатний вік | Працездатний вік | Постпрацездатний вік |
| -------- | ------- | ------------------ | ---------------- | -------------------- |
| Чоловіки | 27      | 3                  | 22               | 2                    |
| Жінки    | 29      | 9                  | 17               | 3                    |
| Разом    | 56      | 12                 | 39               | 5                    |